# Alain Grandjean
Pour les articles homonymes, voir Grandjean.
Alain Grandjean est un économiste, entrepreneur et polytechnicien français, né en 1955. Il est associé-fondateur avec Jean-Marc Jancovici de Carbone 4, cabinet de conseil et d'études spécialisé dans la transition énergétique et l'adaptation au changement climatique. Il est expert de la finance verte et du changement climatique.
Il fut membre du Haut Conseil pour le climat entre 2018 et 2024 créé par le président Emmanuel Macron, et fut également président de la fondation Nicolas-Hulot entre 2019 et 2023,.

## Biographie

### Formation
Alain Grandjean est diplômé de l’École polytechnique, — X 1975 — et de l’École nationale de la statistique et de l'administration économique en 1980.
Il est docteur en économie de l’environnement (1983).

### Travaux institutionnels
Membre du comité de veille écologique et du comité stratégique de la fondation Nicolas-Hulot depuis 2005, il participe à la rédaction de la partie « Taxe carbone » du « pacte écologique » de Nicolas Hulot. Il fait partie du comité d'experts du think-tank The Shift Project et du Conseil économique pour le développement durable auprès du ministre de l’Écologie, de l’Énergie, du Développement durable et de l’Aménagement du territoire.
Il rejoint la première commission Quinet du Conseil d’analyse stratégique sur la valeur tutélaire du carbone et représente la fondation Hulot à l’atelier 1 (Énergie-climat) du « Grenelle de l’environnement » puis la commission Rocard sur la « contribution climat-énergie » et la commission Juppé/Rocard sur le grand emprunt.
Co-président avec Pascal Canfin de la mission « Mobiliser les financements pour le climat », commandée par le président François Hollande en amont de la COP21, il co-préside avec Pascal Canfin et Gérard Mestrallet, la « mission sur le prix du carbone au niveau européen », commandée par le ministre de l'Environnement et présidente de la COP Ségolène Royal.
Il fait partie de la deuxième commission Quinet de France Stratégie sur la valeur tutélaire du carbone puis du comité de « l'accélérateur de la transition écologique » (l’Acte) du ministère de la Transition écologique et solidaire, créé par Nicolas Hulot et présidé par Jean-Dominique Senard.
Il fut membre du Haut Conseil pour le Climat créé en 2018 et placé auprès du Premier ministre.

## Ouvrages
- La monnaie dévoilée, avec Gabriel Galand, Éditions L'Harmattan, 1996  (ISBN 2738449107).
- Environnement et Entreprises, avec Dominique Bourg et Thierry Libaert, Village Mondial, 2006.
- Le plein s'il vous plaît ![18], avec Jean-Marc Jancovici, Éditions du Seuil, février 2006  (ISBN 2020857928), rééd. 2010.
- C'est maintenant ! 3 ans pour sauver le monde, avec Jean-Marc Jancovici, Éditions du Seuil, janvier 2009  (ISBN 9782020987684).
- Les états et le carbone, avec Patrick Criqui et Benoît Faraco, PUF, 2009.
- Vers une société sobre et désirable, avec la fondation Nicolas Hulot, PUF, 2010.
- Miser (vraiment) sur la transition écologique, avec Hélène Le Teno, préfacé par Nicolas Hulot, Les Éditions de l'Atelier, mars 2014  (ISBN 9782708242593).
- Financer la transition énergétique : carbone, climat et argent, avec Mireille Martini, préfacé par Nicolas Hulot, Éditions de l'Atelier, août 2016  (ISBN 9782708244986).
- Agir sans attendre. Notre plan pour le climat, préface de Nicolas Hulot, Les liens qui libèrent, 2019  (ISBN 979-1020907240)
- Pour une monnaie écologique, avec Nicolas Dufrêne, Odile Jacob, 2020.
- L'illusion de la finance verte, avec Julien Lefournier, préface de Gaël Giraud, Éditions de l'Atelier, Mai 2021,  (ISBN 978-2708253735)

## Décorations
- Chevalier de la Légion d'honneur Il est fait chevalier le 31 décembre 2013[19].